# Cronologia de La Ruota del Tempo
La serie di quattordici romanzi fantasy La Ruota del Tempo dello scrittore statunitense Robert Jordan, prende avvio alla fine della cosiddetta Terza Età, ma nel corso della storia continui rimandi vengono fatti ad eventi accaduti nelle epoche precedenti, la seguente Cronologia è tratta dalla Guida e dai Glossari posti alla fine di ciascun volume.

## Seconda Età o Epoca Leggendaria
Sulla Seconda Età, in seguito meglio conosciuta come Epoca Leggendaria, vengono fornite notizie molto frammentarie nel corso dei libri.
Anzitutto si sa che la Seconda Età era caratterizzata da un mondo estremamente sviluppato in tutti i campi (società, tecnologia, genetica, ecc.), un mondo totalmente pacifico, con un alto tenore di vita, in cui le malattie erano rare o del tutto scomparse, e quelle rare facilmente curabili.
Questo alto grado di sviluppo era stato possibile perché gli Aes Sedai, maschi e femmine, avevano usato appieno e beneficamente la loro capacità di incanalare l'Unico Potere, mettendola al servizio dell'intera società. Grazie al loro potere, al loro prestigio ed alla loro grande longevità (i più forti potevano superare i sette secoli di vita) gli Aes Sedai costituivano inoltre la classe dirigente. Nel quarto libro veniamo a sapere che in questa epoca gli Aes Sedai venivano aiutati nelle produzioni agricole dagli Aiel Da'shain (gli antenati degli attuali Aiel) che vivevano seguendo rigorosamente la Via della Foglia (la non-violenza). Assieme agli Ogier ed ai Nym (esseri creati dagli Aes Sedai per rendere la terra più fertile), gli Aiel Da'shain usavano il cosiddetto Canto per far germogliare le messi.
In questa epoca che noi definiremmo utopica, l'unica limitazione era costituita dal fatto che uomini e donne dovevano incanalare separatamente le due metà della Vera Fonte, saidin e saidar. Per ovviare a questo problema, nel prestigioso centro di ricerca del Collam Dan (presso la grande città di Paraan Disen) un gruppo di scienziati Aes Sedai, guidati da Mierin Eronaile, avevano individuato un nuovo potere (in seguito chiamato Vero Potere) che avrebbe potuto essere incanalato indistintamente da maschi e femmine. Quegli scienziati erano convinti che l'inizio di una nuova epoca, sarebbe avvenuto nel momento in cui si fosse trovata la maniera per utilizzare correttamente questa nuova, grande, fonte di potere.

### Epoca Leggendaria, gli anni appena antecedenti la Guerra dell'Ombra e la Frattura del Mondo
- -415 Lews Therin Telamon, Aes Sedai di grande prestigio, si separa dalla sua amante, la scienziata Aes Sedai Mierin Eronaile (in seguito conosciuta come la Reietta Lanfear). Lo stesso anno, Mierin assieme ad alcuni collaboratori, facendo un esperimento sul Vero Potere ed usando lo Sharom (si suppone che fosse un potente sa'angreal), nel centro di ricerca del Collam Dan, crea accidentalmente il Foro nella prigione del Tenebroso, iniziando il Collasso.
- -410 ca. Nemene Damendar Boann (in seguito conosciuta come Semirhage), guaritrice di altissimo talento, viene riconosciuta colpevole di sadismo nei confronti dei suoi pazienti.
- -406 Kamarile Maradim Nindar (in seguito conosciuta come Graendal), una Aes Sedai, psicologa di fama e celebre per il suo ascetismo, stravolge completamente la propria vita, passando ad un estremo edonismo.
- -390 ca. Ishamael è il primo Aes Sedai a votarsi all'Ombra, seguito, più o meno allo stesso tempo, da Kamarile Maradim Nindar.
- -385 ca. Ishar Morrad Chuain (Aginor), celebre Aes Sedai biologo, si vota all'Ombra
- -362 ca. Balthamel si vota all'Ombra
- -360 Semirhage si vota all'Ombra per non venire punita e per poter continuare ad esercitare il suo sadismo. Nello stesso periodo Lews Therin Telamon sposa Ilyena Moerelle Dalisar, subito dopo il loro matrimonio Mierin Eronaile si vota all'Ombra diventando Lanfear

- -310 ca. entro questa data Rahvin, Be'lal, e Moghedien si sono già votati all'Ombra, ma quest'ultima mantiene segreta la sua posizione
- -310 Inizio della Guerra dell'Ombra
- -310-308 ca. le forze dell'Ombra hanno ampio successo
- -308 Barid Bel Medar (Demandred) passa all'Ombra
- -307 Tel Janin Aellinsar (Sammael) passa all'Ombra
- -307-304 sotto la guida di Lews Therin Telamon le forze della luce riguadagnano buona parte del terreno perduto
- -303 Anno di stallo nella guerra, le forze della Luce e dell'Ombra decidono di non utilizzare più il Fuoco Malefico in seguito ai danni provocati.
- -302-301 Le forze dell'Ombra riguadagnano terreno, arrivando vicino alla vittoria. Costruzione dei Choedan Kal da parte delle forze della Luce, con l'appoggio di Latra Posae Decume, che invece si oppone al progetto dei Sette Sigilli suggerito da Lews Therin Telamon.
- -301 Il colpo a Shayol Ghul: Lews Therin Telamon ed i cosiddetti Cento Compagni, senza l'appoggio delle Aes Sedai femmine, colpiscono i nemici ed intrappolano il Tenebroso ed i tredici Reietti a Shayol Ghul, utilizzando Sette Sigilli di cuendillar. Come contrattacco il Tenebroso contamina Saidin: inizio del Tempo della Follia o Frattura del Mondo.

### La Frattura del Mondo
La Frattura del Mondo dura circa un centinaio di anni: a causa della contaminazione di Saidin progressivamente tutti gli incanalatori maschi si ammalano ed impazziscono; essi usano l'Unico Potere in maniera folle, sconvolgono la fisionomia dell'intero pianeta (intere città vengono distrutte, i fiumi vengono deviati, i mari si inaridiscono, le montagne vengono ridotte a pianure, o le colline si elevano alla dimensione di montagne altissime, i deserti diventano laghi, ecc.). La celebre Aes Sedai Latra Posae muore nel corso della Frattura. Dopo circa quaranta anni dall'inizio della Frattura si ha l'ultimo avvistamento del Reietto Ishamael, che quindi non è stato completamente imprigionato a Shayol Ghul assieme agli altri. Vengono costruiti l'Occhio del Mondo e la Pietra di Tear in previsione della prossima rinascita del Drago. Quando possibile gli Aes Sedai maschi, ormai impazziti, vengono catturati e, in mancanza di alternative, domati (cioè tagliati fuori dall'accesso alla Vera Fonte, il che li porta rapidamente alla morte per disperazione).

## Terza Età
La Terza Età dura circa 3450 anni e viene suddivisa in tre sezioni principali:

### Anni dopo la Frattura del Mondo
Gli eventi principali di questa prima sezione della Terza Età (che dura circa 1350 anni), sono: la riorganizzazione delle Aes Sedai femmine, con la fondazione della Torre Bianca; la nascita delle Dieci Nazioni ed il loro patto di reciproca difesa, che comportò un lungo periodo di pace e prosperità; la fine delle Dieci Nazioni in seguito alle invasioni Trolloc.
- anno 1 morte dell'ultimo Aes Sedai maschio.
- 47 Le Aes Sedai femmine iniziano a riorganizzarsi: una conferenza composta da dodici considerevoli gruppi di Aes Sedai, più alcuni gruppi minori, decide la loro riunificazione e la fondazione di una città.
- 50 ca Le Ajah sono ancora definite come temporanee ed informali. Inizio delle campagne contro le donne che si definiscono Aes Sedai, ma senza averne il titolo.
- 50-80 ca. gli Aiel Jenn e quattro Aes Sedai entrano nella Desolazione e iniziano a costruire il Rhuidean.
- 77 Lideine ed alcune sue seguaci che rifiutano di riconoscere l'autorità delle Aes Sedai vengono quietate, il resto del loro gruppo si sottomette. Altri gruppi vengono piegati.
- 70-80 ca. Elisane Tishar è la prima Amyrlin Seat e governa per molti anni; nel governo è affiancata da un consiglio di sette Aes Sedai, probabilmente ciascuna è a capo di un'Ajah.
- 98 Molte costruzioni hanno inizio a Tar Valon. Il nome Torre Bianca è in uso da circa trenta anni per indicare la struttura pianificata al centro della città.
- 100 ca. Vengono segnalati “Perduti Talenti” nell'uso dell'Unico Potere. Fine delle campagne contro chi pretende di essere Aes Sedai senza averne titolo.
- 198 Fine della costruzione della Torre Bianca.
- 199 viene adottato il calendario Tomano.
- 200 ca Emergono i primi stati organizzati. Le Ajah sono diventate delle strutture permanenti con propri statuti. Anche il Consiglio della Torre Bianca è pienamente operativo, è composto da ventuno Adunanti, tre per ciascuna Ajah.
- 202 Completamento di Tar Valon.
- 209 Nascita del Patto delle Dieci Nazioni, esse si impegnano alla lotta contro l'Ombra su iniziativa dell'Ajah Grigia (in particolare della regina Mabriam en Shareed di Aramaelle, appartenente all'Ajah Grigia e forte Ta'veren), il patto dura circa ottocento anni.
- 212 Nascita di Caraighan Maconar, Aes Sedai leggendaria ed archetipo delle sorelle dell'Ajah Verde.
- 335 Raolin Darksbane si proclama Drago Rinato.
- 336 Raolin Darksbane portato alla Torre Bianca e domato.
- 350 ca. Anno delle quattro Amyrlin Seat. Periodo turbolento dentro la Torre Bianca che si divide in fazioni.
- 373 Morte di Caraighan Maconar.
- 450 ca. Rapimento ed imprigionamento della Regina Sulmara di Masenashar, Aes Sedai rinnegata.
- 1000 ca. Nel continente di Seanchan molti animali particolari giungono da altri Mondi attraverso le Pietre Portali. Nello stesso periodo la porzione di Macchia che si affaccia a questo continente viene ripulita dalla Progenie dell'Ombra.
- 1000-1050 I Trolloc cominciano le loro incursioni a sud. Inizio delle Guerre Trolloc.
- 1000-1350 ca. Ad un certo momento delle Guerre Trolloc un gruppo di donne incanalatrici che non hanno superato le prove per diventare Aes Sedai o che sono fuggite dalla Torre Bianca, danno vita alla Famiglia nei pressi della città di Barashta (la moderna Ebou Dar).
- 1150-1250 ca. vive Eldrene ay Ellan ay Carlan, detta Ellisande, Aes Sedai ed ultima regina di Manetheren, che lega come custode re Aemon.
- 1150 ca. Nascita di Rashima Kerenmosa, poi conosciuta come l'Amyrlin soldato.
- 1250 ca. Il Manetheren viene distrutto dai Trolloc e dai Signori del Terrore, nonostante l'eroica resistenza dei suoi abitanti guidati da Re Aemon. La regina Ellisande (Eldrene ay Ellan ay Carlan), sentendo la morte del marito, disperata distrugge se stessa, i nemici e ciò che resta del regno in uno scoppio dell'Unico Potere. L'Amyrlin Seat Tetsuan, proveniente dall'Ajah Rossa, viene deposta e quietata per alto tradimento: ha infatti ritardato gli aiuti al Manetheren per motivi di gelosia nei confronti di Ellisande.
- 1250-1350 ca. Il regno e la città di Aridhol cadono preda di un male insidioso, che riduce la capitale in una città fantasma e maledetta: Shadar Logoth.
- 1251 Battaglia di Bekkar. Rashima Kerenmosa viene eletta Amyrlin Seat dall'Ajah Verde.
- 1290 Attacco Trolloc alla Torre Bianca.
- 1300 ca. Yurian Stonebow si proclama Drago Rinato.
- 1301 Battaglia di Maighande i Trolloc vengono severamente sconfitti, ma l'Amyrlin Rashima muore sul campo di battaglia.
- 1308 La minaccia di Yurian Stonebow risulta terminata.
- 1350 ca. Fine delle Guerre Trolloc e fine delle Dieci Nazioni.

### Gli anni liberi
Gli eventi principali di questa seconda sezione della Terza Età (che dura circa 1100 anni), sono: la nascita di nuove nazioni; la formazione del Grande Impero di Artur Hawkwing, esteso praticamente su tutto il continente; la disgregazione del Grande Impero nel corso della Guerra dei Cento Anni.
- 20 Il Calendario Gazaran viene accettato.
- 100 ca. Nascita di nuove nazioni.
- 100-900 ca. Per circa ottocento anni non si segnalano grandi eventi.
- 351 Davian si proclama Drago Rinato.
- 642 Il Grande Incendio danneggia la libreria della Torre Bianca.
- 900 ca. Nascita di Guaire Amalasan.
- 912 Nascita di Arthur Paendrag Tanreall (Artur Hawking), uno dei più grandi Ta'veren nella storia.
- 920ca. Deane Aryman nasce a Salidar. Diventerà una Aes Sedai leggendaria e l'archetipo delle sorelle dell'Ajah Azzurra.
- 937 Artur Hawking si sposa con la sua prima moglie: Lady Amaline Tagora.
- 939 Artur Hawking succede nel trono di Shandalle.
- 939 ca. Bonwhin Meraighdin viene eletta Amyrlin Seat provenendo dall'Ajah Rossa.
- 939 Guaire Amalasan si proclama Drago Rinato a Darmovan, proclamandosi suo governante: inizia la guerra del secondo Drago.
- 940 Guaire Amalasan occupa Balasun ed Elan Dapor e lo stesso anno Shandalle gli manda contro un esercito.
- 941 Tutte le nazioni mandano eserciti contro il Falso Drago.
- 942 A partire da questa data Artur Paendrag Tanreall viene conosciuto come Hawkwing, sua moglie dà alla luce due gemelli: Amira e Modair.
- 942 Guaire Amalasan controlla i regni di Kharendor, Dhowlan, Farashelle, Shiota, Nerevan, Esandara, Fergansea e Moreina; la Pietra di Tear si trova sotto assedio da parte delle sue truppe, mentre combattimenti si svolgono in Talmour, Khodomar, Masenashar, Dal Calain e Aldeshar.
- 943 Guaire Amalasan viene catturato nella battaglia di Jolvaine Pass (conosciuta anche come battaglia di Endersole) grazie ad Artur Hawking, che poi torna nel suo regno di Shandalle: termina la guerra del secondo Drago. Lo stesso anno i regni di Caembarin, Khodomar e Tova attaccano in simultanea quello di Shandalle, iniziando la Guerra del Consolidamento.
- 944 Aldeshar, Ileande e Talmour entrano in guerra, Artur Hawking cerca aiuto a Tar Valon per negoziare con i suoi nemici.
- 954 Artur Hawking accetta Chowin Tsao dell'Ajah Verde come consigliera.
- 959 Il principe Modair Paendrag Tanreall muore in battaglia.
- 961 Amaline ed i tre rimanenti figli di Artur Hawking muoiono avvelenati; iniziano gli Anni Neri.
- 962 Iniziano i dissensi tra Artur Hawking e Tar Valon, Chowin Tsao non è più sua consigliera.
- 963 Le Guerre del Consolidamento finiscono: Arthur Hawking governa l'intero continente dalla Dorsale del Mondo all'Oceano Aryth, con l'eccezione di Tar Valon. I successivi 23 anni si susseguono pacificamente a parte nove tentativi di ribellione registrati ed i problemi con Tar Valon.
- 964 Fallita l'invasione della Desolazione Aiel da parte delle truppe di Artur Hawking. Lo stesso anno l'imperatore incontra Tamikache diverrà la sua seconda moglie.
- 965 Finiscono gli Anni Neri o gli Anni della Rabbia Silenziosa. Tamika ridefinisce il sistema di tassazione ed amministrazione dell'impero di Arthur Hawking.
- 967 Artur Hawking si riconcilia con la Torre Bianca ed accetta una consigliera Aes Sedai. Lo stesso anno nasce Luthair Paendrag Mondwin.
- 968 - 969 Bonwhin rifiuta di ricevere Tamika, o viceversa.
- 973 Jalwin Moerad (Ishamael) compare alla corte di Arthur Hawking e nel giro di pochi anni diventa uno dei suoi più stretti consiglieri.
- 974 Artur Hawking allontana la sua consigliera Aes Sedai e tutte le sorelle che sono in servizio nel suo impero.
- 975 Artur Hawking mette una taglia contro tutte le Aes Sedai che rifiutano di cedere Tar Valon e quindi pone la città sotto assedio.
- 986-987 I Trolloc muovono verso sud ma vengono sconfitti nella battaglia di Talidar.
- 987 Morte di Tamika.
- 989 Arthur Hawking inizia i suoi piani di invasione verso oriente ed occidente.
- 992 Luthair Paendrag Mondwin salpa per il continente di Seanchan. Lo stesso anno l'Amyrlin Seat Bonwhin viene deposta e quietata, al suo posto viene eletta Deane Aryman, proveniente dall'Ajah Azzurra (a questa data si fa risalire l'inimicizia tra Ajah Rossa ed Azzurra).
- 993 La spedizione in oriente contro Shara fallisce. Scoppia un altro grande incendio alla libreria di Tar Valon.
- 994 Artur Hawking si ammala e muore, inizia la Guerra dei Cento Anni tra i pretendenti al trono. Lo stesso anno Ishara diventa la prima regina di Andor (fino al 1020).
- 996 Bonwhin (ex Amyrlin deposta) muore.
- 1000-1115 ca. Nel corso della Guerra dei Cento anni le Vie Ogier diventano irrimediabilmente contaminate.
- 1013 Jalwin Moerad (Ishamael) scompare.
- 1017 Souran Maravaile, il più grande generale di Artur Hawking e marito di Ishara, prima regina di Andor, viene assassinato.
- 1020 Alesinde diventa la seconda regina di Andor (fino al 1035).
- 1021 Lothair Mantelar fonda i Figli della Luce.
- 1035 Melasune diventa la terza regina di Andor (fino al 1046).
- 1037 I Trolloc ricominciano le loro normali attività lungo la frontiera con la Macchia, interrotte dalla sconfitta di Talidar.
- 1046 Termylle diventa la quarta regina di Andor (fino al 1054).
- 1054 Maragaine diventa la quinta regina di Andor (fino al 1073).
- 1073 Astara diventa la sesta regina di Andor (fino al 1085).
- 1084 L'Amyrlin Seat Deane muore cadendo accidentalmente da cavallo (ma si sospetta un attentanto ben organizzato) perciò Selame Necoine viene eletta come nuova Amyrlin Seat provenendo dall'Ajah Verde, regna per 56 anni.
- 1085 Telaisien diventa la settima regina di Andor (fino al 1103).
- 1103 Morrigan diventa la ottava regina di Andor (fino al 114).
- 1111 ca. I Figli della Luce da gruppo di asceti diventano un'organizzazione pienamente militare a caccia degli Amici delle Tenebre.
- 1114 Lyndelle diventa la nona regina di Andor (fino al 1165).
- 1117 ca. o 1135 ca. (i dati sono discordanti) finisce la Guerra dei Cento anni
- 1292 ca. Termina la conquista del continente di Seanchan da parte degli eredi di Artur Hawkwing

### La Nuova Era
Gli eventi principali di questa terza parte della Terza Età (che dura circa 1000 anni), sono la formazione delle odierne nazioni, nate dalla dissoluzione del grande impero di Artur Hawkwing; l'avvento finale del Drago Rinato.
- 1 Fine della Guerra dei Cento anni.
- 5 Rabayn Marushta viene eletta Amyrlin Seat provenendo dall'Ajah Bianca.
- 36 Dalaine Ndaye viene eletta Amyrlin Seat provenendo dall'Ajah Grigia.
- 50 a questa data il calendario Farediano è largamente in uso.
- 64 Edarna Noregovna viene eletta Amyrlin Seat provenendo dall'Ajah Azzurra, viene considerata come l'Amyrlin politicamente più dotata nella storia recente della Torre Bianca.
- 115 Balladare Arandaille viene eletta Amyrlin Seat provenendo dall'Ajah Marrone.
- 142 Medanor Eramandos viene eletta Amyrlin Seat provenendo dall'Ajah Grigia.
- 171 Kiyosa Natomo viene eletta Amyrlin Seat provenendo dall'Ajah Verde.
- 197 Catala Lucanvalle viene eletta Amyrlin Seat provenendo dall'Ajah Gialla.
- 223 Elise Strang viene eletta Amyrlin Seat provenendo dall'Ajah Grigia.
- 244 Comarra Zepava viene eletta Amyrlin Seat provenendo dall'Ajah Azzurra.
- 276 Serenia Latar viene eletta Amyrlin Seat provenendo dall'Ajah Grigia.
- 306 I Manti Bianchi impiccano il corpo dell'Amyrlin Serenia Latar. Doniella Alievin viene eletta al suo posto, provenendo dall'Ajah Marrone.
- 332 Aliane Senican viene eletta Amyrlin Seat provenendo dall'Ajah Bianca.
- 355 Suilin Escanda viene eletta Amyrlin Seat provenendo dall'Ajah Azzurra.
- 396 Nirelle Coidevwin viene eletta Amyrlin Seat provenendo dall'Ajah Verde.
- 419 Ishara Nawan viene eletta Amyrlin Seat provenendo dall'Ajah Azzurra.
- 454 Cerilla Marodred viene eletta Amyrlin Seat provenendo dall'Ajah Grigia.
- 476 Igaine Luin viene eletta Amyrlin Seat provenendo dall'Ajah Marrone.
- 500 ca. Entro questa data i regni di Goaban e Caralain lentamente si spopolano e scompaiono. Tre differenti contendenti si disputano il trono di Andor, ottenendo un uguale supporto dalle grandi casate; dopo sette anni di guerra le tre contendenti sono morte ed una quarta ottiene il trono.
- 509 (o 566, ci sono due date discordanti) Gli Aiel garantiscono agli abitanti di Cairhien il privilegio di commerciare attraverso la Desolazione Aiel. Questo dopo aver scoperto che gli avi dei Cairhienesi diedero il permesso di abbeverarsi agli avi degli Aiel.
- 520 Beryl Marle viene eletta Amyrlin Seat provenendo dall'Ajah Bianca.
- 526 Muore l'Aes Sedai Corianin Nedeal, l'ultima conosciuta camminatrice nei Sogni di Tel'Aran'Rhiod.
- 533 Eldaya Tolen viene eletta Amyrlin Seat provenendo dall'Ajah Azzurra.
- 549 Alvera Ramosanya viene eletta Amyrlin Seat provenendo dall'Ajah Gialla.
- 550 ca. Una faida sanguinosa comincia tra i Clan Goshien e Shaarad degli Aiel.
- 566 A suggello del loro privilegio gli Aiel donano a Carhien un arbusto tratto dal mitico albero Avendesora, da esso si svilupperà un albero chiamato Avendoraldera.
- 578 Shein Chunla viene eletta Amyrlin Seat provenendo dall'Ajah Verde, cerca dapprima di governare con pugno ferreo, ma presto viene ridotta al rango di un fantoccio da parte del Consiglio della Torre Bianca.
- 588 Nasce Reanne Corly, una incanalatrice che fallirà di diventare Aes Sedai, ma diverrà in seguito Anziana della Famiglia ad Ebou Dar; sarà una delle più anziane incanalatrici conosciute nell'epoca del Drago Rinato.
- 600 ca. Entro questa data i regni di Almoth, Irenvelle, Kintara, Mar Haddon, Maredo e Mosara lentamente si spopolano e scompaiono. Ultimi episodi in cui il legame di custode viene passato tra le Aes Sedai senza il consenso dell'interessato. Ultima volta fino ai fatti più recenti quando la caccia al Corno di Valere viene proclamata ad Illian. Alivia, una ragazza Seanchan di circa quattordici anni e capace di incanalare in maniera potentissima, viene resa damane: sarà una delle più anziane incanalatrici conosciute nell'epoca del Drago Rinato.
- 601 L'Amyrlin Seat Shein Chunla viene deposta ed inviata in un esilio sorvegliato; anche le Adunanti del Consiglio che cercavano di manovrarla, creando gravi danni politici, vengono deposte. Nel 652, dopo quattro tentativi di restaurarla, Shein Chunla viene uccisa dai suoi guardiani, molto probabilmente soffocata, nonostante ufficialmente venga proclamata la sua morte naturale e negli archivi ufficiali della Torre venga presentata come un'ottima governante. Sempre nel 601 Gerra Kishar viene eletta Amyrlin Seat al suo posto, provenendo dall'Ajah Grigia: restaurerà il prestigio e l'autorità della figura dell'Amyrlin Seat e verrà ricordata tra le migliori Amyrlin nella storia.
- 638 Varuna Morrigan viene eletta Amyrlin Seat provenendo dall'Ajah Verde.
- 681 Cemaile Sorenthaine viene eletta Amyrlin Seat provenendo dall'Ajah Grigia.
- 698 ca. Halvar, Primo di Mayene, alza i prezzi dell'olio di pesce per lampade della sua nazione, per evitare azioni ostili da parte di Tear, produttrice di olio d'oliva ed intenzionata a scoprire i banchi da pesca Mayenesi. Inoltre Halvar dona ai governanti di Tear un potente Ter'angreal dalla forma di una soglia in pietra rossa. Più o meno in questo periodo gli Alti Signori Tarenesi terminano di raccogliere strumenti dell'Unico Potere nella Grande Proprietà della Pietra di Tear.
- 700 ca. Le nazioni di Tarabon e Arad Doman iniziano a disputarsi il controllo della Piana di Almoth. A questa data la nazione di Hardan risulta completamente spopolata e per i successivi cento anni le pietre della capitale, Harad Dakar, vengono lentamente rimosse e riutilizzate come materiale da costruzione nelle campagne, riducendo la città ad un rudere irriconoscibile. L'autore Ogier Ledar scrive 'Uno studio su uomini, donne ed Unico Potere tra gli umani'. Kirstian Chalwin, novizia alla Torre Bianca, fugge e più tardi trova rifugio presso la Famiglia ad Ebou Dar; avendo raggiunto una età di circa 320-330 anni sarà considerata una delle più anziane incanalatrici conosciute nell'epoca del Drago Rinato.
- 705 Marasale Jureen viene eletta Amyrlin Seat provenendo dall'Ajah Gialla.
- 705 ca. Nascita a Far Madding della futura Aes Sedai Cadsuane Melaidhrin.
- 732 Feragaine Saralman viene eletta Amyrlin Seat provenendo dall'Ajah Azzurra.
- 754 Myriam Copan viene eletta Amyrlin Seat provenendo dall'Ajah Verde.
- 794 Due Ammesse che hanno fallito nel diventare Aes Sedai e sono state allontanate dalla Torre Bianca formano una associazione conosciuta come le Figlie del Silenzio, ad essa aderiranno in seguito ventitré altre incanalatrici.
- 798 Le Figlie del Silenzio vengono scoperte dalle Aes Sedai, portate alla Torre Bianca e severamente punite (tra di esse la futura Adunante per l'Ajah Marrone, Saerin Asnobar): è l'ultima organizzazione di incanalatrici ad essere sciolta con la forza dalla Torre Bianca.
- 797 Zeranda Tyrim viene eletta Amyrlin Seat provenendo dall'Ajah Marrone.
- 800 ca. Le ultime battaglie del Consolidamento riuniscono l'intero continente di Seanchan sotto il controllo del Trono di Cristallo, la cui dinastia discende da Artur Hawkwing.
- 817 Parenia Demalle viene eletta Amyrlin Seat provenendo dall'Ajah Grigia.
- 830 ca. Presunta data di nascita di Verin Mathwin a Far Madding, futura Aes Sedai dell'Ajah Marrone
- 859 Ultima quietatura ufficiale eseguita per un crimine alla Torre Bianca (prima degli eventi più recenti).
- 866 Sereille Bagand (in precedenza Maestra delle Novizie) viene eletta Amyrlin Seat provenendo dall'Ajah Bianca. Lo stesso anno la futura Adunante Seaine Herimon ottiene lo scialle di Aes Sedai e sceglie l'Ajah Bianca.
- 890 Aleis Romlin viene eletta Amyrlin Seat provenendo dall'Ajah Verde
- 908 Nasce l'Ogier Loial, figlio di Arent, figlio di Halan.
- 922 Kirin Melway viene eletta Amyrlin Seat provenendo dall'Ajah Marrone.
- 950 Noane Masadim viene eletta Amyrlin Seat provenendo dall'Ajah Azzurra.

#### Anni più recenti della Nuova Era
- 951 ca. All'età di circa 245 anni l'Aes Sedai Cadsuane Melaidhrin si ritira dal servizio attivo e si stabilisce nel nord del Ghealdan.
- 953 Il regno di Malkier inizia ad essere inghiottito nella Macchia. Nasce al'Lan Mandragoran figlio di all'Akir Mandragoran re di Malkier e della regina el'Leanna. Merana Ambrey diventa Aes Sedai e sceglie l'Ajah Grigia.
- 955 Il Malkier viene completamente conquistato dai Trolloc, il piccolo principe al'Lan Mandragoran viene portato in salvo da un gruppo di guardie fedeli.
- 956 La futura Aes Sedai Moiraine Damodred nasce nel palazzo reale di Cairhien, è strettamente imparentata con la famiglia regnante.
- 957 Ciò che resta del regno di Malkier viene completamente inghiottito nella Macchia. Nello stesso anno scoppia la cosiddetta Guerra dei Manti Bianchi: i Figli della Luce cercano di annettere all'Amadicia alcune parti dell'Altara, ma vengono fermati da una coalizione di nazioni vicine (Tam al'Thor partecipa a questa guerra tra i Campioni di Illian), la cittadina di Salidar in Altara, che si trova sui confini, viene abbandonata durante la guerra.
- 958 La futura Aes Sedai Siuan Sanche nasce in una povera famiglia di pescatori di Tear. Padan Fain diventa un amico delle Tenebre.
- 965 Laman Damodred incoronato Re di Cairhien. Lo stesso anno inizia una guerra con l'Andor che dura quattro anni.
- 968 Prima pubblicazione del libro ‘I Viaggi di Jain Farstrider’.
- 969 al'Lan Mandragoran all'età di 16 anni inizia la sua guerra solitaria contro la Macchia, guadagnandosi il rispetto e l'ammirazione nelle Marche di Confine e tra gli Aiel.
- 970 Inizio di una guerra di sei anni tra Illian e Tear.
- 971 Lord Luc Mantear di Andor scompare nella Macchia e viene fuso con Isam
- 972 Scomparsa di Tigraine Mantear, Figlia-Erede di Andor; lo stesso anno muore sua madre Mordrellein Mantear regina di Andor, inizia la guerra di successione di Andor. Moiraine Damodred e Siuan Sanche diventano novizie alla Torre Bianca. Nascita di Logain Ablar
- 973 Tamra Ospenya viene eletta Amyrlin Seat provenendo dall'Ajah Azzurra. Nascita di Nynaeve al'Meara figlia di Elnore al'Meara. Elaida a'Roihan ottiene lo scialle di Aes Sedai e sceglie l'Ajah Rossa.
- 975 Moiraine Damodred e Siuan Sanche diventano Ammesse alla Torre Bianca.
- 976 Laman Damodred abbatte l'Albero di Avendoraldera per un motivo futile: inizia la Guerra Aiel (detta anche Prima Guerra Aiel) che termina nel 978 con la morte di Laman nel corso della Battaglia delle Mura Lucenti, detta anche Battaglia della Neve Insanguinata e Battaglia delle Nazioni.
- 978 Nasce Rand al'Thor, il Drago Rinato. Lo stesso anno nascono anche Matrim Cauthon e Perrin Aybara. Moiraine Damodred e Siuan Sanche diventano Aes Sedai per l'Ajah Azzurra.
- 979 Sierin Vayu viene eletta Amyrlin Seat provenendo dall'Ajah Grigia. Quarta guerra di successione a Cairhien. Moiraine Damodred lega al'Lan Mandragoran come suo custode.
- 980 Nasce Avindha.
- 981 Nascono Egwene al'Vere ed Elayne Trakand. Jain Farstrider scompare durante un suo viaggio nelle Terre desolate.
- 983 Avviene il più antico contatto registrato tra Ishamael e gli Amici delle tenebre nei tempi moderni.
- 984 Marith Jaen viene eletta Amyrlin Seat provenendo dall'Ajah Azzurra. Assassinio di Taringail Damodred, aspirante al trono di Cairhien e marito della regina Morgase Trakand di Andor, padre di Galadedrid da parte di Tigraine Mantear e di Elayne e Gawyn da parte di Morgase.
- 988 Siuan Sanche viene eletta Amyrlin Seat provenendo dall'Ajah Azzurra.
- 990 Gruppi di Corvi spiano Eamond's Field.
- 997 Logain Ablar si dichiara Drago Rinato nel Ghealdan.

### Gli eventi descritti nei libri della saga

#### Anno 998 (Libri I, II)
Alla fine dell'inverno i Trolloc attaccano i Fiumi Gemelli alla ricerca del Drago Rinato. Mazrim Taim si proclama Drago Rinato in Saldea. Aginor, Balthamel e l'Uomo Verde muoiono mentre l'Occhio del Mondo resta distrutto. In una grande battaglia al passo Tarwin le forze dell'ombra vengono respinte e lo Shienar si salva. Nella primavera l'assassinio di re Galldrian di Cairhien fa scoppiare una nuova Guerra di Successione. In autunno Rand al'Thor si proclama Drago Rinato mentre infuria la Battaglia di Falme, durante la quale viene respinta una prima invasione Seanchan e Matrim Cauthon suona il Corno di Valere.

#### Anno 999 (Libri III, IV, V)
Ishamael e Be'lal vengono uccisi nella Pietra di Tear. Rand al'Thor impugna Callandor e viene riconosciuto Drago Rinato. Siuan Sanche viene deposta e quietata durante un colpo di Stato a Tar Valon. Viene sostituita da Elaida a'Roihan, proveniente dall'Ajah Rossa, ma solo un terzo delle Aes Sedai la riconosce come propria Amyrlin Seat. Tanchico e Tarabon vengono sconvolti dalla guerra civile. Gli Shaido Aiel non riconoscono Rand'alThor come Car'a'carn, lasciano la Terra delle Tre Piegature ed invadono Cairhien; gli Shaido cercano di conquistare la capitale (durante la cosiddetta Seconda guerra Aiel o Guerra Shaido), ma vengono cacciati dal Drago Rinato e da altri clan Aiel al suo seguito. Circa un terzo delle Aes Sedai si oppone ad Elaida, esse si riuniscono a Salidar in Altara e formano una Torre Bianca in esilio. Alla notizia della morte della regina Morgase di Andor in circostanze poco chiare, il Drago Rinato conquista la capitale Caemlyn, eliminando il Reietto Ravhin. Il Ghealdan viene sconvolto dai seguaci del Profeta Masema. I Fiumi Gemelli vengono invasi dai Trolloc, che però vengono respinti.

#### Anno 1000

##### Inverno (Libri VI, VII, VIII, IX)
Le Aes Sedai ribelli a Salidar eleggono Egwene al'Vere come Amyrlin Seat della Torre Bianca in esilio. Il Drago Rinato viene rapito dalle emissarie della Torre Bianca, ma viene liberato poco dopo, nel corso della battaglia dei Pozzi di Dumai: gli Asha'man rivelano al mondo la loro potenza ed alcune Aes Sedai giurano fedeltà al Drago Rinato. Il Drago poco dopo ottiene la Corona d'Alloro di Illian, eliminando Sammael. Un gruppo di Aes Sedai, di Cercavento del Popolo del Mare e di Donne della Famiglia, adoperano un potente ter'angreal, per ristabilire il clima, toccato negativamente dal Tenebroso. Armate Seanchan invadono l'Amadicia e l'Altara, dopo essersi assicurate Tarabon. Impiegando gli Asha'man in sanguinose battaglie, il Drago Rinato ferma l'avanzata dei Seanchan, ma non riesce a cacciarli definitivamente. La Figlia delle Nove Lune, Tuon Athaem Kore Paendrag, erede al trono Seanchan, sbarca nel frattempo ad Ebou Dar ed assiste al Corenne (il Ritorno); poco dopo viene rapita da Matrim Cauthon e trascinata in una rocambolesca fuga attraverso l'Altara. Nel corso di questi mesi, falliscono diversi attentati contro il Drago Rinato, che con la sua presenza manda in crisi il Consiglio di Far Madding. Successivamente il Drago riesce a ripulire Saidin dalla contaminazione, distruggendo nel processo la città malefica di Shadar Logoth. Le Aes Sedai fedeli ad Egwene al'Vere pongono con successo Tar Valon sotto assedio. Elayne Trakand ritorna in Andor e rivendica il trono, ma deve affrontare una difficile situazione, mentre i suoi rivali pongono sotto assedio la capitale Caemlyn.

##### Primavera (Libri X, XI)
La giovane Amyrlin Egwene viene catturata, mentre sta bloccando i porti di accesso alla città di Tar Valon; in seguito però, pur ridotta nuovamente al rango di novizia, Egwene mina profondamente l'autorità di Elaida dall'interno della stessa Torre Bianca. Il Drago Rinato ed il suo seguito, respingono una enorme invasione di Trolloc nell'est di Tear. Poi il Drago rimane gravemente ferito da Semirhage che ha escogitato una trappola per catturarlo, la quale però viene sventata da Nynaeve e Cadsuane Sedai. Matrim Cauthon incontra la sua Banda della Mano Rossa e compie una spettacolare campagna contro soverchianti forze Seanchan per uscire dall'Altara; inoltre, grazie al suo aiuto, l'erede al trono Seanchan, Tuon, si salva da chi la vuole eliminare; prima di separarsi i due completano la loro cerimonia di nozze. Elayne Trakand dell'Ajah Verde respinge l'assedio di Caemlyn da parte dei rivali e guadagna infine l'appoggio di due terzi delle grandi casate per il trono di Andor. In una grande battaglia nel sud, a Malden, Perrin Aybara sbaraglia ciò che resta degli Shaido Aiel ed elimina la minaccia costituita dei seguaci del profeta Masema. Nel frattempo al'Lan Mandragoran, re titolare del Malkier, con l'aiuto della moglie Nynaeve Sedai, inizia a raccogliere truppe lungo le Marche di Confine, per affrontare l'Ultima Battaglia e la riconquista della patria perduta.

##### Primavera-Estate (Libri XII, XIII)
Successivamente il Drago Rinato ed il suo seguito si spostano in Arad Doman, tentando inutilmente di riportare la pace nel paese. Fallisce anche un tentativo del Drago di stipulare una tregua con i Seanchan, durante un incontro a Falme con la Figlia delle Nove Lune; quest'ultima dopo l'incontro, si proclama Imperatrice Fortuona, perché sua madre è stata uccisa dai Reietti e decide di attaccare con un raid la Torre Bianca. Durante questo raid, Elaida viene catturata mentre Egwene mostra tutto il suo valore, respingendo i nemici. Il giorno successivo Egwene purga le Aes Sedai dall'Ajah Nera, grazie alle rivelazioni di Verin Sedai. Inoltre le Adunanti rimaste dentro la Torre, la rieleggono anche come loro Amyrlin Seat, segnando quindi la riunificazione di tutte le Aes Sedai. Per colpa di una serie di eventi (il nuovo tentativo di catturarlo; la quasi uccisione di Min da parte sua; i numerosi fallimenti in Arad Doman, con i Seanchan ed i sovrani del nord; l'influenza di Moridin attraverso il loro legame) il Drago subisce uno spaventoso incupimento del proprio carattere, usando il potere da ta'veren in maniera solo malvagia ed arrivando quasi al punto di distruggere il mondo con il Choedan Kal, dalla cima di Montedrago; all'ultimo istante però riesce a comprendere il senso della propria vita e della propria missione ed a fermarsi. Il Drago Rinato, completamente trasformato, si reca quindi alla Torre Bianca a visitare l'Amyrlin Egwene ed a chiedere di incontrarsi entro un mese con tutti i suoi alleati alla Piana di Merrilor; successivamente si reca a Tear, dove si riconcilia con i suoi e quindi interviene nella città di Maradon e la salva da una incursione di Trolloc. Infine si reca a Far Madding per incontrarsi con i sovrani delle Marche di Confine, che porta dalla sua parte. L'Amyrlin Egwene, dopo essersi incontrata con il Drago, raccoglie l'appoggio degli eserciti di tutti i regni che la supportano, per recarsi da lui alla Piana di Merrilor; nel frattempo convoca Nynaeve e le fa superare la prova dello scialle; Egwene inoltre stana ed elimina la Reietta Mesaana, che si celava nella Torre Bianca. Successivamente la regina Elayne di Andor si incontra con Mat Cauthon e appoggia e finanzia i progetti suoi e di Aludra per la costruzione di molte armi da fuoco; inoltre si accorda con la Famiglia perché risieda a Caemlyn ed aiuta Mat ad eliminare il Gholam, infine, dopo abili trattative con la nobiltà di quel paese, Elayne si reca a Cairhien per assumere anche quel trono, quindi porta i suoi eserciti alla Piana di Merrilor. Perrin Aybara, dopo la vittoria di Malden, viene rallentato da Graendal, ma riesce a sfuggire alle sue trappole, salva i Figli della Luce da un'orda di Trolloc e dopo essersi accordato con Elayne sui Fiumi Gemelli, porta anche lui i suoi eserciti alla Piana di Merrilor. Mat Cauthon, dopo aver lasciato la Banda della Mano Rossa in Andor, riesce a salvare Moiraine dentro alla Torre di Ghenjei.

##### Estate (Libro XIV)
Poco dopo l'inizio dell'estate l'Amyrlin Seat Egwene raduna nella Piana di Merrilor i rappresentanti di quasi tutte le nazioni votate alla Luce, che si incontrano con il Drago Rinato e dopo un acceso dibattito stabiliscono i termini della loro alleanza e soprattutto la Pace del Drago, che dovrà regolare la vita tra gli stati contraenti dopo l'Ultima Battaglia. Anche gli Aiel chiedono di aderire al trattato e grazie alla mediazione di Perrin Aybara ottengono un ruolo a loro congeniale. Poco tempo dopo anche i Seanchan aderiscono all'alleanza, dopo una visita del Drago ad Ebou Dar, presso l'imperatrice Fortuona. Nel frattempo Caemlyn, la capitale dell'Andor, viene rovinosamente conquistata dalle Forze dell'Ombra. Le armate della Luce, al comando della regina Elayne di Andor si suddividono in quattro, per affrontare le principali minacce: un quarto degli eserciti si occuperà di mettere fuori gioco le armate nemiche annidatesi a Caemlyn, altri due quarti si occuperanno di affrontare i nemici che avanzano rispettivamente nello Shienar e a Kandor. Il restante quarto si occuperà di appoggiare e poi difendere il Drago Rinato durante la sua sortita a Shayol Ghul.
Dopo estenuanti settimane di combattimenti ed alcuni successi iniziali, le Forze della Luce subiscono gravi disfatte su tutti i fronti, grazie soprattutto alle macchinazione della Reietta Graendal/Hessalam ed all'inaspettato intervento della nazione di Shara, comandata dal Reietto Demandred. Mat Cauthon assume il comando degli eserciti della Luce e li fa ripiegare di nuovo su Merrilor, che sceglie come teatro della battaglia finale; solo gli eserciti a Shayol Ghul mantengono disperatamente la loro posizione in difesa del lavoro del Drago Rinato dentro al Pozzo del Destino contro Shay'tan. A Merrilor, nonostante eroici combattimenti, che portano alla morte molti personaggi, le forze della luce arrivano molto vicine alla disfatta e all'annientamento. Tra gli altri l'Amyrlin Egwene sacrifica se' stessa, eliminando prima però il Reietto M'Hael con il suo potentissimo sa'angreal e portando con sé nella morte quasi tutti gli incanalatori Sharani. La svolta viene quando il piccolo Olver, in un gesto disperato, suona il Corno di Valere risvegliando gli eroi della leggenda e Lan Mandragoran riesce ad eliminare in duello Demandred. Subito dopo gli esiti della battaglia si rovesciano e l'Ombra a Merrilor viene annientata.
Anche a Shayol Ghul le Forze della Luce sembrano sul punto di venire travolte, soprattutto dopo l'intervento travolgente di enormi branchi di segugi neri. Solo l'arrivo di Olver e del suo corno rovesciano anche qui le sorti della battaglia; nel frattempo all'interno del Pozzo del Destino il Drago alla fine ha la meglio su Moridin e ottiene il potere necessario per sigillare nuovamente Shay'tan al di fuori del Disegno.

## Fonti
Jordan, R. L'occhio del mondo. ISBN 0-312-85009-3

Jordan, R. La grande caccia. ISBN 0-312-85140-5

Jordan, R. Il Drago Rinato. ISBN 0-312-85248-7

Jordan, R. L'ascesa dell'Ombra. ISBN 0-312-85431-5

Jordan, R. I fuochi del cielo. ISBN 0-312-85427-7

Jordan, R. Il signore del caos. ISBN 0-312-85428-5

Jordan, R. La corona di spade. ISBN 0-312-85767-5

Jordan, R. Il sentiero dei pugnali. ISBN 0-312-85769-1 

Jordan, R. Il cuore dell'inverno. ISBN 0-312-86425-6 

Jordan, R. Crocevia del crepuscolo. ISBN 0-312-86459-0 

Jordan, R. Nuova Primavera. ISBN 0-7653-0629-8 

Jordan, R. La lama dei sogni. ISBN 0-312-87307-7 

Jordan, R. Sanderson, B. Presagi di tempesta. ISBN 978-1-84149-165-3 

Jordan, R. Sanderson, B. Le Torri di Mezzanotte. ISBN 978-88-347-1834-6 